# Maharashtra Open 2020 - Qualificazioni singolare
Le qualificazioni del singolare maschile del Maharashtra Open 2020 sono state un torneo di tennis preliminare per accedere alla fase finale della manifestazione. I vincitori dell'ultimo turno sono entrati di diritto nel tabellone principale. In caso di ritiro di uno o più giocatori aventi diritto a questi sono subentrati i lucky loser, ossia i giocatori che hanno perso nell'ultimo turno ma che avevano una classifica più alta rispetto agli altri partecipanti che avevano comunque perso nel turno finale.

## Teste di serie
1. Zhang Zhizhen (primo turno)
2. Blaž Rola (ultimo turno)
3. Il'ja Ivaška (spostato nel tabellone principale)
4. Nikola Milojević (qualificato)

1. Viktor Troicki (qualificato)
2. Robin Haase (ultimo turno)
3. Roberto Marcora (qualificato)
4. Lukáš Rosol (qualificato)

## Qualificati
1. Lukáš Rosol
2. Roberto Marcora

1. Viktor Troicki
2. Nikola Milojević

## Tabellone qualificazioni

### Legenda
| - Q = Qualificato - WC = Wild card - LL = Lucky loser | - ALT = Alternate - SE = Special Exempt - PR = Protected Ranking | - w/o = Walkover - r = Ritirato - d = Squalificato |

### Sezione 1
|  | Primo turno | Primo turno    | Primo turno    | Primo turno | Primo turno |  |  | Ultimo turno | Ultimo turno  | Ultimo turno  | Ultimo turno | Ultimo turno |  |
|  |             |                |                |             |             |  |  |              |               |               |              |              |  |
|  | 1           | Zhang Zhizhen  | Zhang Zhizhen  | 3           | 2           |  |  |              |               |               |              |              |  |
|  |             | Matthew Ebden  | Matthew Ebden  | 6           | 6           |  |  |              | Matthew Ebden | Matthew Ebden | 2            | 5            |  |
|  | WC          | Ernests Gulbis | Ernests Gulbis | 4           | 4           |  |  | 8            | Lukáš Rosol   | Lukáš Rosol   | 6            | 7            |  |
|  | 8           | Lukáš Rosol    | Lukáš Rosol    | 6           | 6           |  |  |              |               |               |              |              |  |

### Sezione 2
|  | Primo turno | Primo turno     | Primo turno     | Primo turno | Primo turno |  |  | Ultimo turno | Ultimo turno    | Ultimo turno    | Ultimo turno | Ultimo turno |  |
|  |             |                 |                 |             |             |  |  |              |                 |                 |              |              |  |
|  | 2           | Blaž Rola       | 65              | 7           | 7           |  |  |              |                 |                 |              |              |  |
|  |             | Malek Jaziri    | 7               | 6           | 62          |  |  | 2            | Blaž Rola       | Blaž Rola       | 4            | 64           |  |
|  |             | Filippo Baldi   | Filippo Baldi   | 3           | 2           |  |  | 7            | Roberto Marcora | Roberto Marcora | 6            | 7            |  |
|  | 7           | Roberto Marcora | Roberto Marcora | 6           | 6           |  |  |              |                 |                 |              |              |  |

### Sezione 3
|  | Primo turno | Primo turno        | Primo turno    | Primo turno | Primo turno |  |  | Ultimo turno | Ultimo turno       | Ultimo turno       | Ultimo turno | Ultimo turno |  |
|  |             |                    |                |             |             |  |  |              |                    |                    |              |              |  |
|  | Alt         | Aslan Karacev      | 6              | 4           | 4           |  |  |              |                    |                    |              |              |  |
|  |             | Evgenij Karlovskij | 4              | 6           | 6           |  |  |              | Evgenij Karlovskij | Evgenij Karlovskij | 2            | 4            |  |
|  |             | Nicola Kuhn        | Nicola Kuhn    | 1           | 4           |  |  | 5            | Viktor Troicki     | Viktor Troicki     | 6            | 6            |  |
|  | 5           | Viktor Troicki     | Viktor Troicki | 6           | 6           |  |  |              |                    |                    |              |              |  |

### Sezione 4
|  | Primo turno | Primo turno              | Primo turno      | Primo turno | Primo turno |  |  | Ultimo turno | Ultimo turno     | Ultimo turno     | Ultimo turno | Ultimo turno |  |
|  |             |                          |                  |             |             |  |  |              |                  |                  |              |              |  |
|  | 4           | Nikola Milojević         | Nikola Milojević | 6           | 6           |  |  |              |                  |                  |              |              |  |
|  | WC          | Saketh Myneni            | Saketh Myneni    | 3           | 2           |  |  | 4            | Nikola Milojević | Nikola Milojević | 6            | 6            |  |
|  |             | Frederico Ferreira Silva | 6                | 65          | 4           |  |  | 6            | Robin Haase      | Robin Haase      | 3            | 3            |  |
|  | 6           | Robin Haase              | 3                | 7           | 6           |  |  |              |                  |                  |              |              |  |